# Міхеєв Віталій Вікторович
Віталій Вікторович Міхеєв (нар. Львів, Україна) — відомий український стронгмен.

## Життєпис
До змагань зі стронґмену займався й іншими видами спорту, зокрема був чемпіоном України з козацького двобою, учасник чемпіонату Євразії з кік-джитсу, чемпіонату світу з муай-тай серед клубів, срібло чемпіонату України з ушу-санда, чемпіон Києва з ушу-санда у важкій ваговій категорії. У 2009-му році став займатися стронґменом. Як зазначив сам атлет першопочатково він хотів перевірити власні сили та амбіції. Згодом розпочав виступи у аматорських заходах, які поступово переросли у професійний дивізіон. Вже у 2010-му році показав неабиякі скутки, посівши 3-тє місце на змаганні за звання Найсильнішої людини України 2010. У 2011-му році переміг на перших змаганнях тогорічного сезону з багатоборства стронгменів. Тоді ж і встановив новий рекорд, сім разів поспіль присівши зі штангою завважки понад 250-ть кілограмів. Того ж року набравши 32 бали на IRPIN STRONGMAN CUP посів 4-те місце у цьому змаганні. У 2012-му році в рамках проведення Петрівського ярмарку відбувся Чемпіонат міста Чернівці з багатоборства стронгменів, де й переміг Віталій Міхеєв. На змаганні Найсильніша людина України 2013, що проходило у Києві на Оболонській набережній після запеклої боротьби посів друге місце.. У 2014-му році посів друге місце на KRINICA MINSK STRONGMAN CUP — 2014.